# Doddagollahalli, Tumkur
Doddagollahalli là một làng thuộc tehsil Tumkur, huyện Tumkur, bang Karnataka, Ấn Độ.